# Johan Tidgen
Johan Kristian Ervold Tidgen (5. marts 1906 på Fødselsstiftelsen i København-31. august 1991 på Hvidovre Hospital) var en dansk fabriksarbejder, værkfører og atlet medlem af AIK 95.
Johan Tidgen vandt medaljer ved det danske mesterskab på 800 meter 1929 og 1930.

## Danske mesterskaber
- Bronze 1930 800 meter 2:00,8
- Sølv 1929 800 meter 2:01,7